# Timajos (dialog)
Timajos (gr. Τίμαιος, Timaios) jest jednym z dialogów Platona. W dziele tym dominuje monolog Timajosa z Lokrów na temat natury świata fizycznego i człowieka. Dialog ten datuje się na rok 360 p.n.e. Zaliczany jest do późnego okresu twórczości Platona. Osobami dialogu są: Timajos, Sokrates, Hermokrates oraz Kritias.

## Wstęp
Dialog ma miejsce dzień po opisaniu przez Sokratesa modelu idealnego państwa (w pismach Platona opis ten można znaleźć w Państwie). Sokrates jednak odnosi wrażenie, że jego opis idealnego państwa nie wystarcza, aby pojąć jakość takiego państwa. „Chętnie bym posłuchał, gdyby ktoś opisał walki tego państwa, jak ono się przyzwoicie sprawia w zapasach z innymi państwami, kiedy do wojny przyjdzie” (19b).
Hermokrates, chcąc spełnić prośbę Sokratesa, wspomina o tym, że Kritias zna taką opowieść (20b). Kritias przedstawia historię mówiącą o podróży Solona do Egiptu. Solon dowiaduje się od kapłanów o istnieniu Atlantydy oraz o tym, że Ateny były niegdyś idealnym państwem i toczyły ciągłe wojny przeciwko Atlantom (25a). Następnie Kritias wprowadza postać Timajosa, który w swoim monologu mówić ma o początkach wszechświata. Historia Atlantydy kontynuowana jest w kolejnym dialogu, Kritiasz.

## Streszczenie stanowiska Timajosa

### Natura świata fizycznego
Timajos zaczyna swój wywód od rozróżnienia pomiędzy światem fizycznym i wiecznym. Świat fizyczny jest tym, który się zmienia i przemija. Tak więc jest on przedmiotem poglądów i wrażeń. Świat wieczny nigdy się nie zmienia, w związku z czym postrzegany jest poprzez rozum (28a – 29b). Wypowiedzi dotyczące dwóch światów są więc uwarunkowane przez różną naturę występujących w nich przedmiotów.
Timajos zaznacza również, że to, co możemy powiedzieć prawdziwie o świecie wiecznym, jest pewne, podczas gdy nasz opis świata fizycznego, który to podlega zmianom, zawsze będzie obarczony niedokładnością (29d)
Sugeruje również, że skoro nic nie „powstaje lub się nie zmienia” bez przyczyny, to przyczyną wszechświata musi być demiurg lub bóg. Skoro świat jest dobry, to demiurg musiał go wzorować na wiecznym modelu, nie zaś na modelu niestałym (29a). Tak więc, używając wiecznego i doskonałego świata znajdującego się w świecie idei jako wzorca, demiurg stworzył nasz świat, który wcześniej istniał jedynie w stanie chaosu (30a).

### Cel wszechświata
Timajos wyjaśnia dalej stworzenie świata, które przypisuje boskiemu stwórcy. Demiurg, wiedząc czym jest dobro, chciał aby na świecie było go jak najwięcej. W kosmogonii Platona drugim, obok demiurga, czynnikiem sprawczym była konieczność, ananke.

### Własności wszechświata

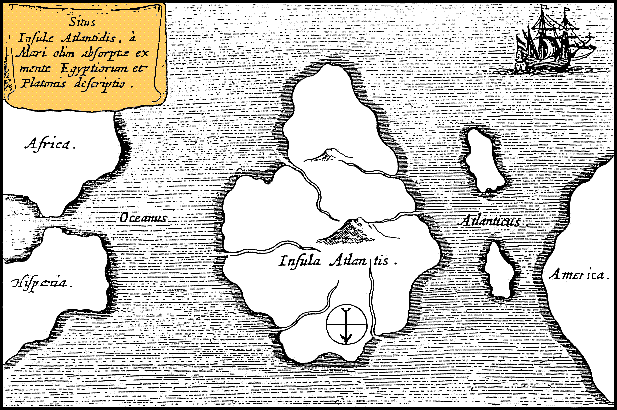
Atlantyda opisana w Timajosie i w Kritiaszu, mapa w dziele A. Kirchera

Timajos opisuje materię jako pozbawioną jednorodności czy harmonii, w której cztery żywioły były bezkształtne, zmieszane i znajdowały się w ciągłym ruchu. Wychodząc od przesłanki, że porządek jest czymś lepszym od nieporządku, podstawowym aktem stwórcy było wprowadzenie porządku w materię świata. W związku z tym wszystkie właściwości świata powinny być wyjaśniane poprzez kontekst tego co dobre/złe z punktu widzenia demiurga.
Świat, po pierwsze, jest żywym stworzeniem. Stworzenia nierozumne są w swojej istocie mniej piękne od rozumnych. Z tego powodu demiurg „złożył rozum w duszy, a duszę w ciele i w ten sposób wszystko zmajstrował, aby wszechświat był jak najpiękniejszy w swej naturze” (30b). „Więc tak trzeba powiedzieć i to będzie obraz prawdopodobny, że ten świat jest istotą żywą, ma duszę i rozum naprawdę – dzięki opatrzności Boga.” (30b-c).
Po drugie, skoro część jest mniej doskonała od całości, to świat musi być jeden. Jak wskazuje „pierwowzór, obejmujący wszystkie zwierzęta pomyślane, nie może być w żaden sposób drugim z pary wraz z jakimś innym. Bo znowu musiałaby istnieć jeszcze jedna „żywa istota”, która by obejmowała tamte obie, i one byłyby jej cząstkami, i słuszniej należałoby wtedy mówić, że odwzorowanie jest upodobnione do tej istoty obejmującej, a nie do owych dwóch objętych” (31a). Wynika z tego, że demiurg nie stworzył wielu światów nieskończonych, a jeden, wyjątkowy (31b).
Stwórca również zdecydował się stworzyć postrzegalną część wszechświata z czterech żywiołów, aby uczynić go harmonijnym. Ogień i ziemia czynią ciała widzialnymi i nieprzenikalnymi, trzecim zaś wymaganym pierwiastkiem była proporcja: „A dwa pierwiastki odosobnione nie mogą się pięknie trzymać razem bez czegoś trzeciego. Musi być między nimi jakiś łącznik wiążący” (31c). Co więcej, skoro świat nie jest przestrzenią dwuwymiarową (powierzchnią), musi być czwarty czynnik wprowadzający harmonię. Demiurg wprowadził zatem wodę i powietrze. „Dlatego to z tych i to takich czterech pierwiastków utworzone zostało ciało wszechświata – zgodne wewnętrznie dzięki podobieństwu stosunków” (31c).
Demiurg ukształtował świat jako kulę. Kulistość jest najdoskonalszym kształtem, ponieważ obejmuje w sobie wszystkie inne kształty i spośród wszystkich innych, jest najbardziej jednostajny. („Uważał (demiurg), że taki kształt jednostajny jest bez porównania piękniejszy od niejednostajnego”) (33b)
Następnie stwórca nadał światu ruch obrotowy, który jest najsłuszniejszym dla umysłu i rozumu dlatego, że znów – jest najbardziej stały spośród wszystkich innych ruchów. (34a)
Ostatecznie, stworzył duszę świata, którą umieścił w centrum i rozproszył na wszystkie kierunki. Świat, stworzony jako doskonały, samowystarczalny i inteligentny byt, stał się bogiem (34b).

### Żywioły
Platon twierdzi, że cząstki wszystkich żywiołów mają swoje geometryczne kształty: czworościan (ogień), ośmiościan foremny (powietrze), dwudziestościan foremny (woda) i sześcian (ziemia).
|                     |                                |                                |                   |  |
| Czworościan (ogień) | Ośmiościan foremny (powietrze) | Dwudziestościan foremny (woda) | Sześcian (ziemia) |  |

W Timajosie przywoływany jest układ czterech elementów które starożytni Grecy uważali za podstawowy budulec świata: ziemia, ogień, woda, powietrze. Platon uznał, że każdy z tych żywiołów jest złożony z konkretnego wielościanu foremnego zwanego również „bryłą platońską”: ziemia składać ma się z sześcianów, powietrze z ośmiościanów foremnych, woda z dwudziestościanów foremnych i ogień z czworościanów (53c). Każdy z tych idealnych wielościanów jest złożony z trójkątów. Jedynie pewne rodzaje trójkątów mogą być brane pod uwagę, o kątach 30-60-90 oraz 45-45-90. Każdy żywioł mógł być rozdzielony na pierwotne trójkąty, które następnie mogą z powrotem formować inne żywioły. Idea przemiany żywiołów dała później początki alchemii.
Platon również podejrzewa istnienie piątego żywiołu (odpowiadającemu ostatniej bryle platońskiej), dwunastościanowi foremnemu, któremu przyporządkowany byłby eter z którego zbudowany jest kosmos. W Timajosie dyskutowana jest również teoria muzyki, w tym budowa skali pitagorejskiej. Ostatnia część dialogu poświęcona jest stworzeniu człowieka, wliczając w to duszę, anatomię, percepcję oraz metempsychozę.

### Złoty podział
W 31c-32a Platon opisuje doskonałą estetycznie proporcję znaną jako złoty podział (złota proporcja):
„Którekolwiek są jakieś trzy liczby – czy to ciężary czy siły jakiekolwiek, i środkowa z nich zostaje w takim samym stosunku do trzeciej jak pierwsza do tej środkowej, i na odwrót, trzecia ma się tak do środkowej jak ta środkowa do pierwszej, wtedy jeśli środkowa staje się pierwszą i ostatnią, a znowu ostatnia i pierwsza stają się obie środkowymi, wszystkie się muszą zrobić te same z konieczności, a kiedy się zrobią te same, wszystko będzie jednością.”

## Późniejszy wpływ

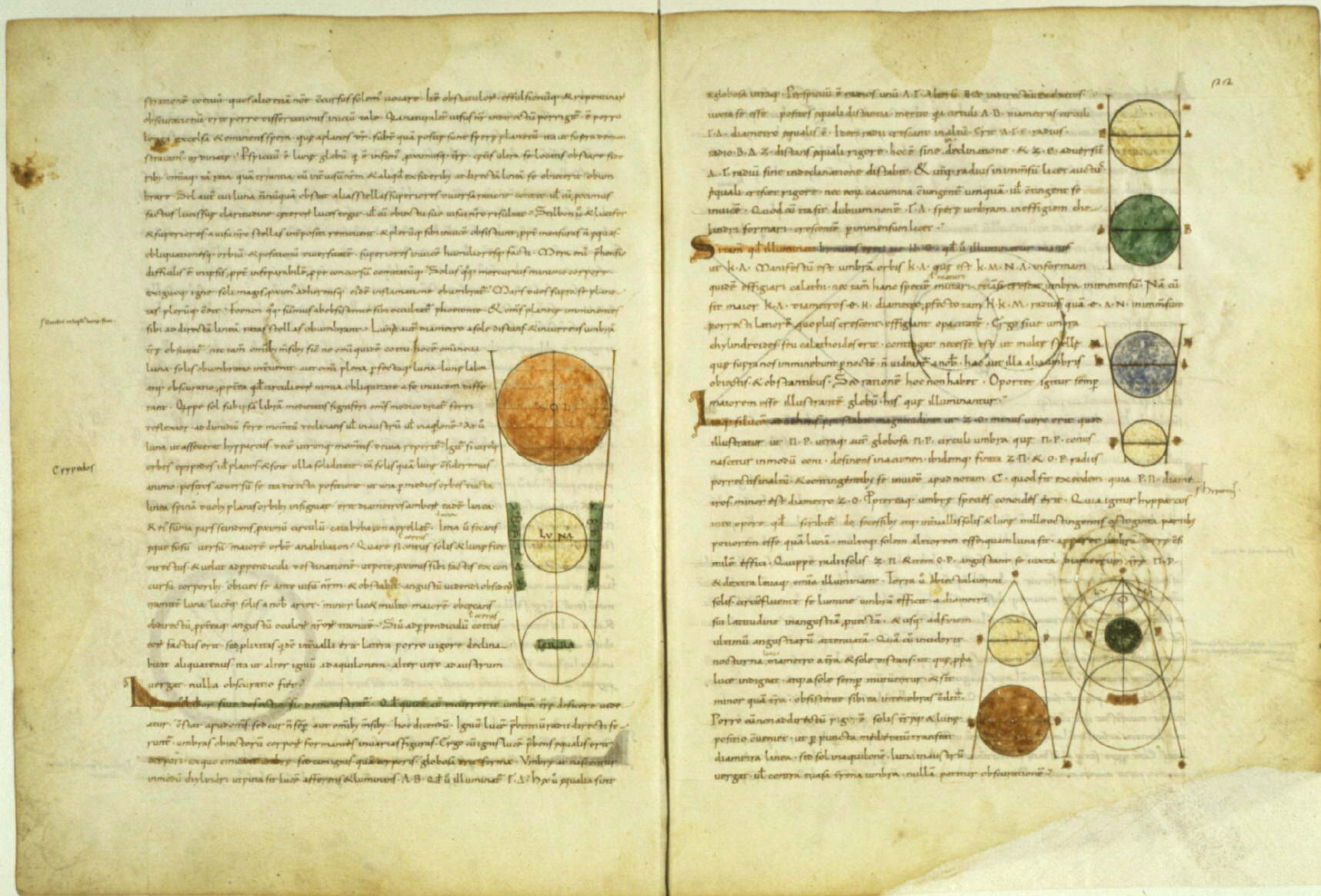
Średniowieczny rękopis Timajosa w wersji łacińskiej, przetłumaczony przez Chalcydiusza.

Timajos został przetłumaczony na łacinę przez Cycerona oraz przez Chalcydiusza. W tej ostatniej wersji Timajos był jedynym dialogiem czytanym po łacinie do XII w. Była to jedna z niewielu starożytnych pozycji z filozofii przyrody dostępnej we wczesnym średniowieczu. Z tego powodu odegrała dużą rolę dla średniowiecznego neoplatonizmu (szczególnie w zakresie kosmologii). W XII wieku była szeroko komentowana przez filozofów chrześcijańskich ze szkoły w Chartres takich jak Teodoryk z Chartres czy Wilhelm z Conches. Poglądy Platona interpretowane były w duchu wiary chrześcijańskiej i traktowane jako potwierdzenie koncepcji creatio ex nihilo.